# Sint-Lambertuskerk (Groot-Overlaar)

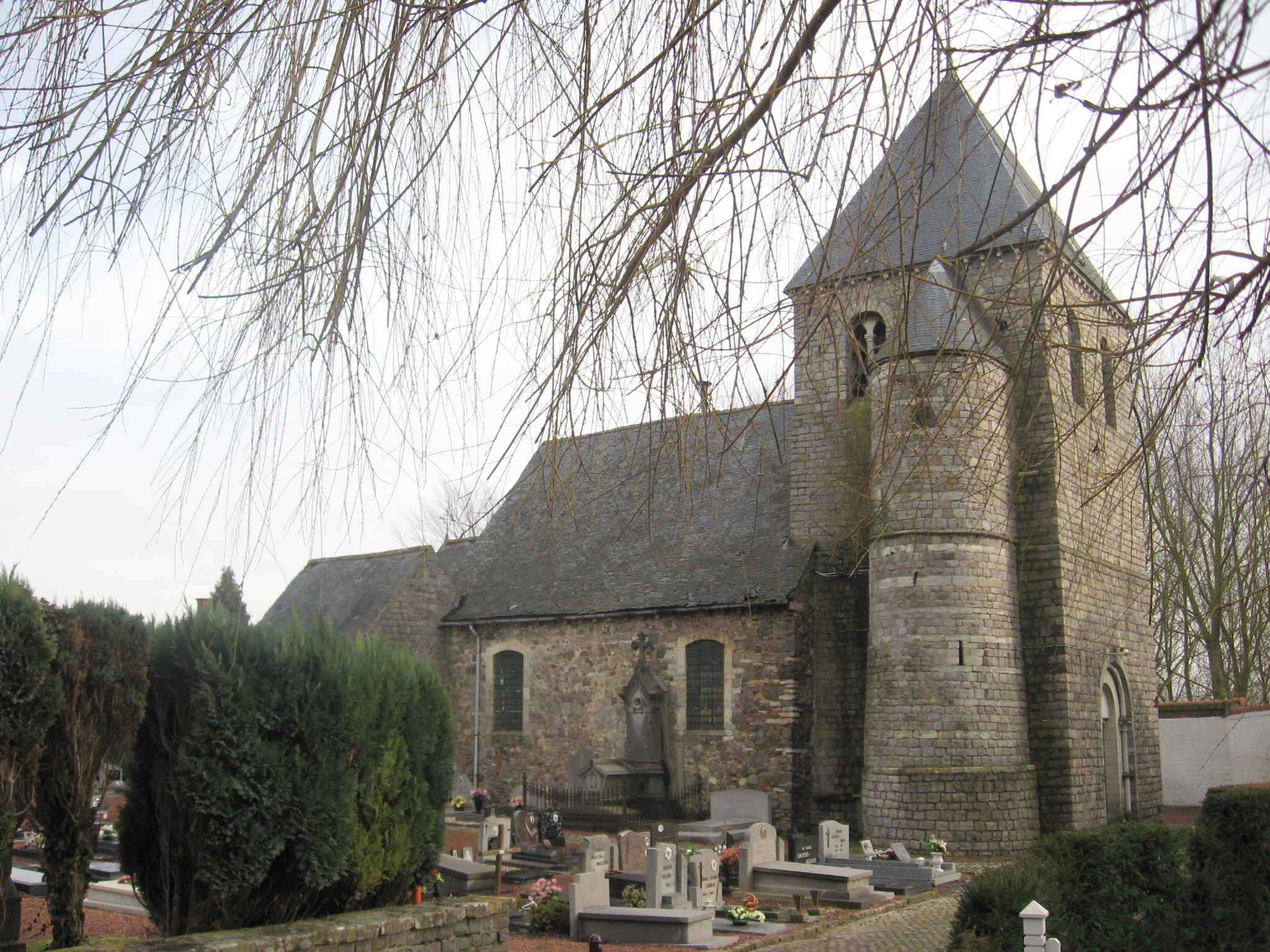
Sint-Lambertuskerk

De Sint-Lambertuskerk is een kerk in het Belgische Overlaar. Zij wordt sinds 1976 beschermd als monument.
De Sint-Lambertuskerk is een van de oudste kerkjes in het land. Het is een kleine, eenbeukige kerk met een stevige toren en driezijdig koor met sacristieën. De beuk behoort tot de zeldzaam "in situ" bewaarde preromaanse monumenten: hij bestaat in ruime mate uit opnieuw gebruikt Romeins materiaal en kwartsiet in onregelmatig verband. Het is zeer waarschijnlijk dat deze stenen afkomstig zijn van de Gallo-Romeinse villa's die in de 3e eeuw op de Goudberg bij Hoegaarden stonden, enkele honderden meters van de plek waar de kerk van Overlaar werd gebouwd. Deze villa's waren toen waarschijnlijk al verlaten, maar de stenen kregen een nieuwe bestemming.
De preromaanse beuk dateert van de 10e eeuw, het romaanse koor van de 12e eeuw. De vierkante westtoren werd in de 13de eeuw, de traptoren in de 16e eeuw gebouwd. Op het hoofdaltaar prijkt een schilderij van de patroonheilige (circa 1600), op het zuidaltaar een Sint-Bernardusbeeld (volkskunst uit het laatste kwart van de 16e eeuw). De zijaltaren zijn in Louis XV-stijl (tweede helft 18e eeuw). De restauratie van het 19e-eeuwse orgel, gebouwd door de Tiense orgelbouwer Pieter-Adam Van Dinter, werd voltooid in 1990. De Sint-Lambertuskerk wordt niet meer gebruikt voor de eredienst, want is vervangen door een nieuw kerkje, Sint-Jozef, in Nieuw-Overlaar, dichter gelegen bij de stadskern.